# Zwoleń
Zwoleń is een stad in het Poolse woiwodschap Mazovië, gelegen in de powiat Zwoleński. De oppervlakte bedraagt 15,78 km², het inwonertal 8194 (2005).